# دانه‌خوار دم‌نواری
دانه‌خوار دم‌نواری (نام علمی: Catamenia analis) نام یک گونه از تیره زردپره‌ایان است. این پرنده در آرژانتین، بولیوی، شیلی، کلمبیا، اکوادور و پرو یافت می شود. زیستگاه طبیعی آن درختچه های زیر زمینی یا گرمسیری در ارتفاع بالا و جنگل های سابق به شدت تخریب شده است.

## نگارخانه

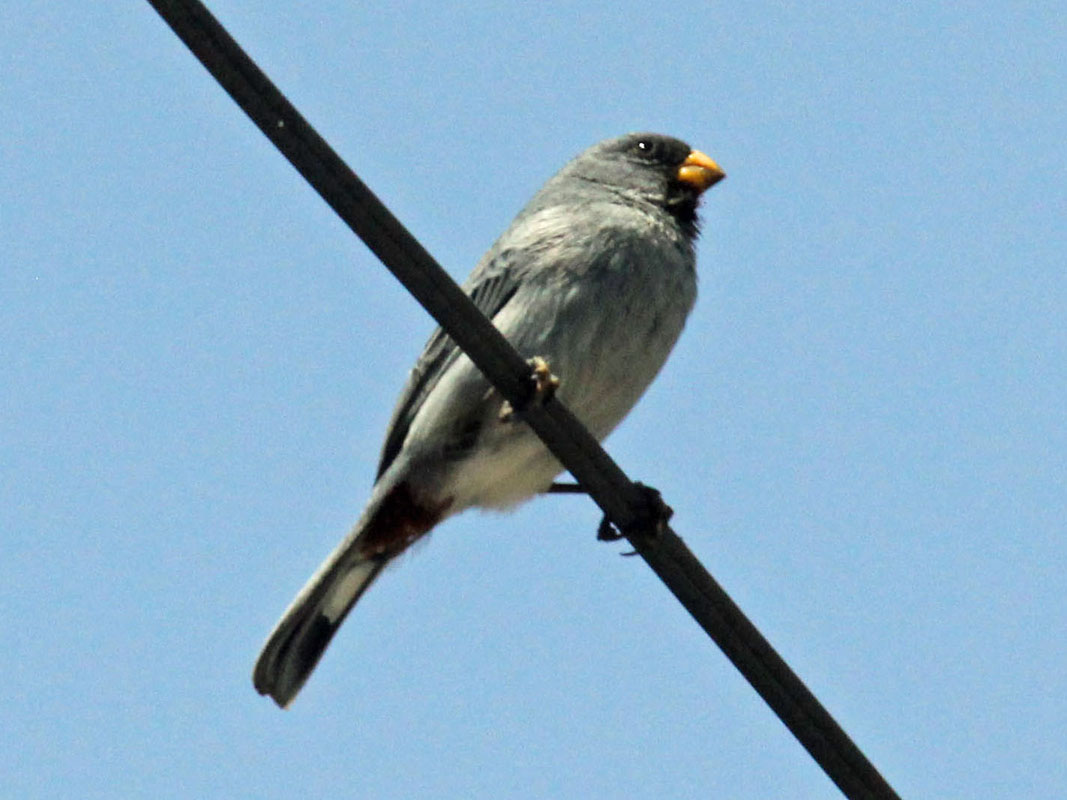